# سرجیو اگا
سرجیو اگا (انگلیسی: Sergio Egea؛ زادهٔ ۲۱ سپتامبر ۱۹۵۷) بازیکن فوتبال اهل آرژانتین است.
از باشگاه‌هایی که در آن بازی کرده‌است می‌توان به باشگاه فوتبال الچه، باشگاه فوتبال دپورتیوو لاکرونیا، و باشگاه فوتبال رکریتیوو اوئلوا اشاره کرد.